# Prosopidastrum angusticarpum
Prosopidastrum angusticarpum là một loài thực vật có hoa trong họ Đậu. Loài này được R.A. Palacios & Hoc mô tả khoa học đầu tiên năm 2001.